# Radim Zohorna
Radim Zohorna (29. dubna 1996 Havlíčkův Brod) je český hokejový útočník působící v týmu Färjestad BK ve švédské Svenska hockeyligan. Je dvojnásobný mistr České republiky v dresu HC Kometa Brno, působil také v SK Horácká Slavia Třebíč. Jeho bratry jsou hokejisté Tomáš Zohorna a Hynek Zohorna. V roce 2020 bylo oznámeno, že podepsal jednoletou smlouvu s klubem NHL Pittsburgh Penguins. V NHL pak debutoval v březnu roku 2021 a vstřelil gól hned ve svém prvním utkání.
Na mistrovství světa v Lotyšsku 2023 si připsal premiérový start a gól za českou reprezentaci.

## Hráčská kariéra
- 2013/14 HC Kometa Brno 18', HC Kometa Brno 20'
- 2014/15 HC Kometa Brno 20', HC Kometa Brno
- 2015/16 HC Kometa Brno 20', HC Kometa Brno, SK Horácká Slavia Třebíč
- 2016/17 HC Kometa Brno, SK Horácká Slavia Třebíč
- 2017/18 HC Kometa Brno, SK Horácká Slavia Třebíč
- 2018/19 HC Kometa Brno, SK Horácká Slavia Třebíč, BK Mladá Boleslav
- 2019/20 BK Mladá Boleslav
- 2020/21 BK Mladá Boleslav, Pittsburgh Penguins, Wilkes-Barre/Scranton Penguins
- 2021/22 Pittsburgh Penguins, Wilkes-Barre/Scranton Penguins
- 2022/23 Calgary Wranglers, Toronto Maple Leafs, Toronto Marlies
- 2023/24 Pittsburgh Penguins
- 2024/2025 HC Lugano
- 2025/2026 Färjestad BK